# Земля (фільм, 1954)
«Земля» — український радянський фільм 1954 року режисерів Олексія Швачка та Амвросія Бучми. Екранізація однойменної повісті Ольги Кобилянської.

## Сюжет
XIX століття. Село Димка на Буковині. У заможного селянина Івоніка та його дружини Марії є два сини — Михайло й Сава. Михайло закохався в Анну і боїться признатися батькам, бо невідомо як вони відреагують. Сава полюбив Рахіру про яку в селі ходить дерна слава. Вона розпалює ненависть у Сави до старшого брата Михайла, бо тому має дістатися краща земля.

## У ролях
У фільмуванні брали участь наступні актори:
- Сергій Фещенко — Михайло;
- Тетяна Алексєєва — Анна;
- Павло Грубник — Сава;
- Валентина Безпольотова — Рахіра;
- Володимир Сокирко — Івоніка;
- Наталія Уживій — Марія;
- Меланія Кисельова — Докія;
- Наталія Наум — Парася;
- Петро Міхневич — Онуфрій;
- Олексій Карпенко — Петро;
- Яковченко Микола Федорович — фельдшер;
- Костянтин Артеменко — Тодорика;
- Іван Матвєєв — музи́ка;
- Костянтин Кульчицький — гість;
- Віктор М'ягкий — капрал;
- Ганна Янешевич — епізод;
- Олексій Кортюков — епізод.

## Прем'єра
- 1 листопада 1954 — Радянський союз; фільм йшов під назвою Земля[2];
- 9 квітня 1955 — Сполучені Штати Америки; фільм йшов під назвою Earth[2];
- 23 червня 1955 — Угорщина; фільм йшов під назвою Testvérharc[3][2].